# Amélie Élie
Pour les articles homonymes, voir Élie (homonymie).
 (avril 2015).
Amélie Élie est une célèbre prostituée française, née le 14 mars 1878 à Orléans (Loiret) et morte le 6 avril 1933 à Bagnolet (alors dans le département de la Seine).
Elle est connue sous le surnom de « Casque d'Or » dans le milieu des apaches du Paris de la Belle Époque.
Son histoire et son surnom ont inspiré le film Casque d'Or de Jacques Becker, sorti en 1952, où son rôle est tenu par l'actrice Simone Signoret.

## Biographie

### La gamine d'Orléans
Amélie Élie naît le 14 mars 1878 à l'Hôtel-Dieu d'Orléans, de Gustave Jean Élie, 25 ans, ferblantier, et de son épouse Marie Louise Delacourtie, 29 ans, domiciliés au no 19 rue du Hôtellerier.
Enfant, Amélie Élie découvre le Paris haussmannien quand ses parents s'installent dans le nouveau 11e arrondissement de Paris, quartier ouvrier où l'espérance de vie des enfants est sept fois inférieure à ce qu'elle est dans les quartiers plus salubres et où une fille sur dix finit prostituée, le plus fort taux de la capitale.
Selon ses Mémoires, recueillis par le journaliste Henri Frémont, la jeune Orléanaise se montre précoce en se mettant en ménage à 13 ans avec un ouvrier de 15 ans surnommé « le Matelot ». Retrouvés à l'hôtel des Trois Empereurs, ils sont séparés de force. Le Matelot partage alors sa vie entre maisons de correction et fugues mais l'aventure avec Amélie dure un an.

### Sur le trottoir

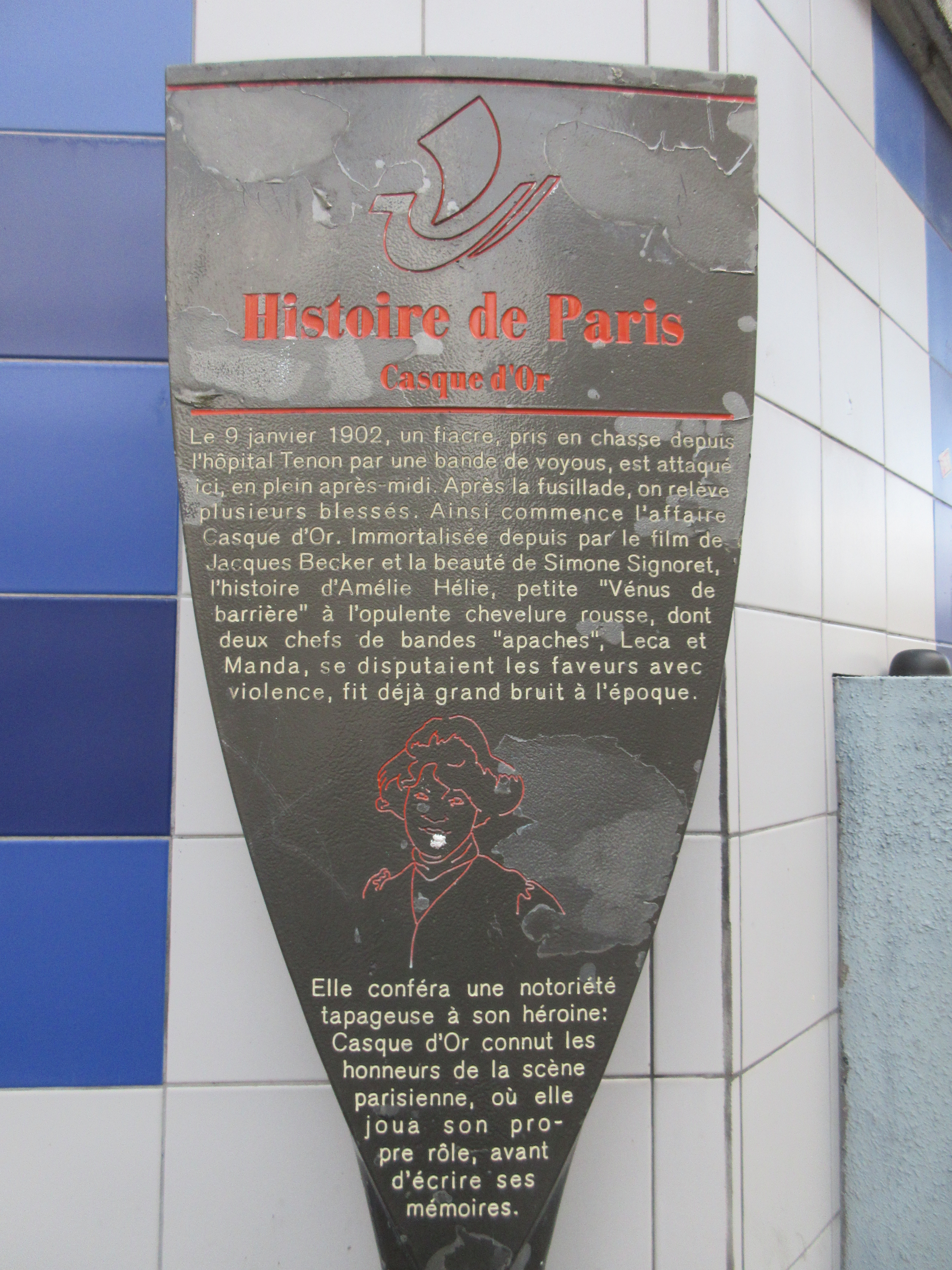
Un panneau Histoire de Paris lui est consacré.

À 14 ans, Amélie Élie perd sa mère et se retrouve à la rue. Elle abandonne son petit ami, le Matelot, et lui préfère la compagnie plus réconfortante d'une prostituée, qui se fait appeler « Hélène de Courtille ». Celle-ci l'accueille chez elle et la lance sur le trottoir. La petite et la femme deviennent amies et amantes. Amélie s'adapte au Paris de la nuit et au monde des voyous au service des souteneurs que la presse, comparant la Zone au Far West, appellera les apaches.
C'est dans un bistrot nommé La Pomme au lard qu'elle rencontre son futur compagnon, Bouchon. Lassée de l'attachement d'Hélène et de sa jalousie, Amélie se laisse tomber dans ses bras, ou plutôt sur son coin de trottoir. Dans ses Mémoires, on découvre une « table de commandements » où elle fait l'éloge de la prostituée parisienne à laquelle elle attribue un rôle humanitaire[réf. nécessaire]. Elle « fournit du rêve aux hommes » et « soulage des épouses ». Elle recueille « les jeunes commis tirant la langue et les dorlote dans ses bras » et joue ainsi un rôle économique en constituant « un mode de circulation de la richesse publique ».

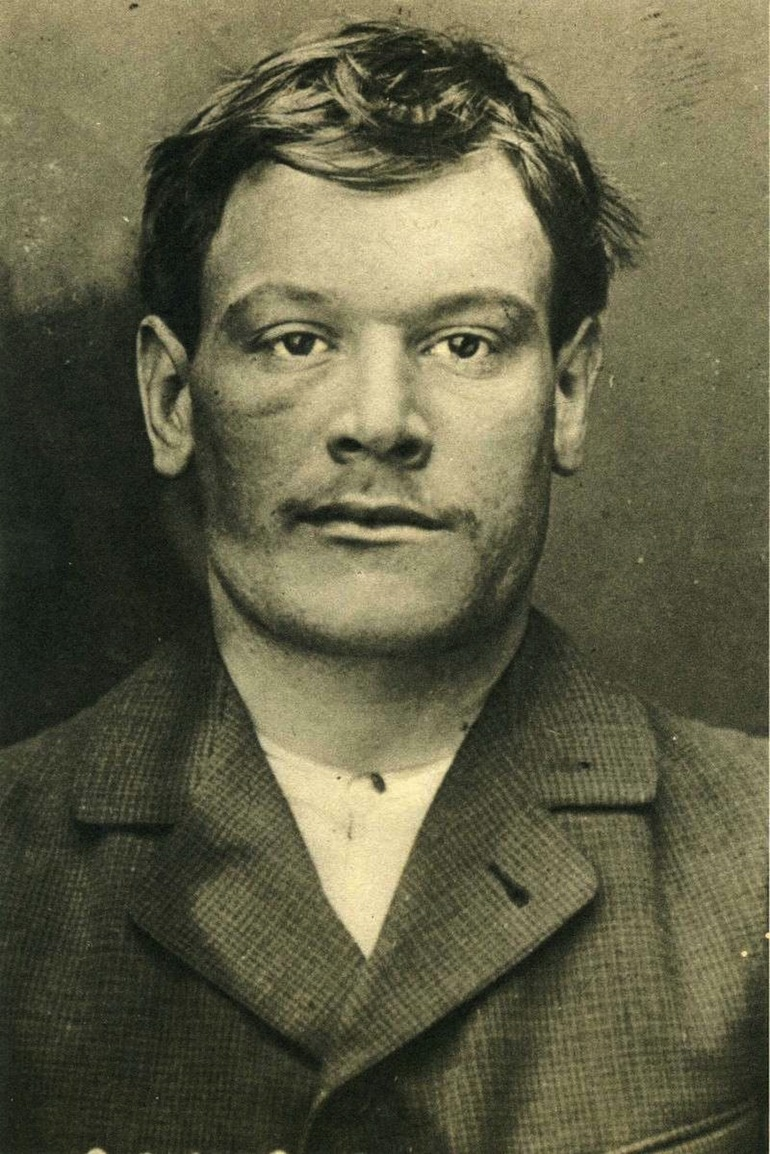
Photographie d'identité judiciaire de Joseph Pleigneur, dit « Manda ».

Bouchon fixe des objectifs pécuniaires à sa « gagneuse ». Il devient de plus en plus exigeant et de plus en plus violent. Un soir, alors qu'elle a 19 ans, elle est battue à coups de poing par Bouchon et un acolyte. Il lui reproche de prendre du temps pour elle-même. Hagarde, elle erre pendant trois jours et s'enfuit de Charonne. Son parcours la conduit à la contrescarpe de La Bastille, où elle rencontre Joseph Pleigneur, dit « Manda », surnommé « l'Homme », un chef de bande de 22 ans.
Amélie ne souhaite pas changer d'activité. Manda vit essentiellement de ses compétences manuelles, réalisant pour ses amis les outils nécessaires à la profession de cambrioleur. En apparence, c'est un homme agréable à vivre, mais il s'absente pour ses affaires, ou d'autres amours, ce que sa régulière, jalouse, supporte moins bien. Quand elle est délaissée, au lieu de l'attendre à la maison, Amélie Élie retrouve la rue et y oublie sa solitude.

### L'affaire Manda-Leca

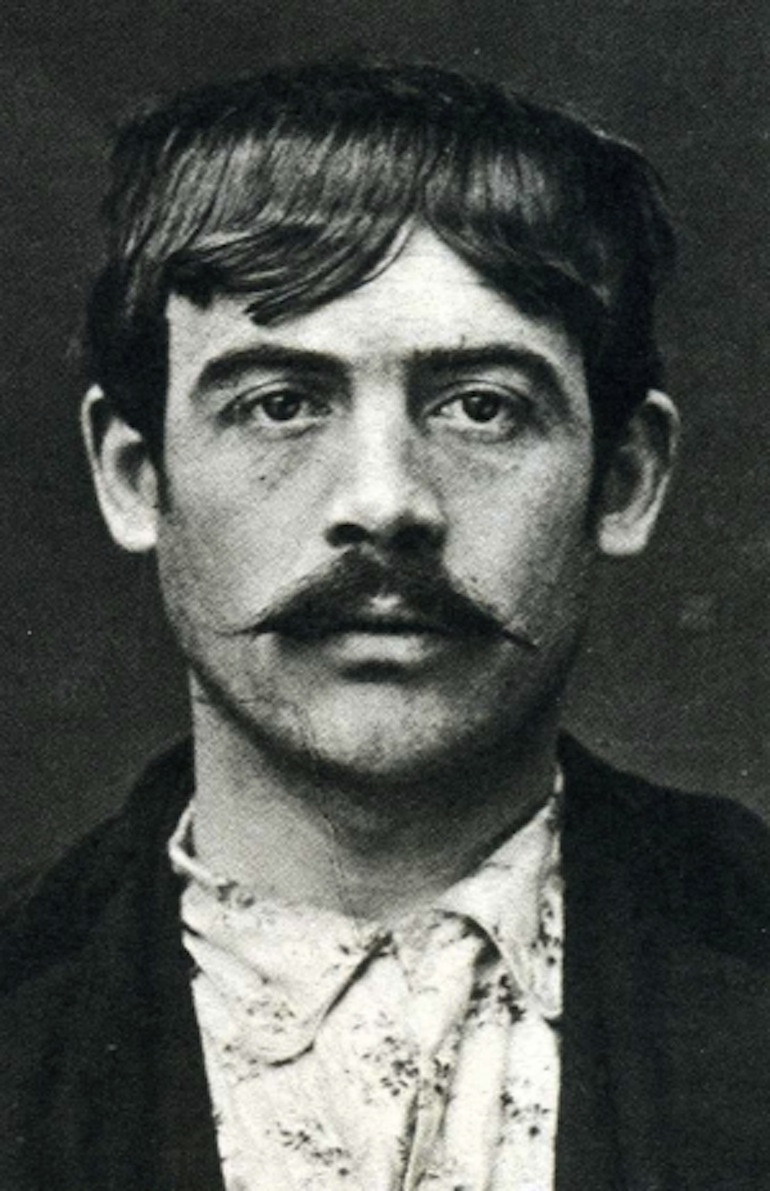
Photo d'identité judiciaire de François Leca.

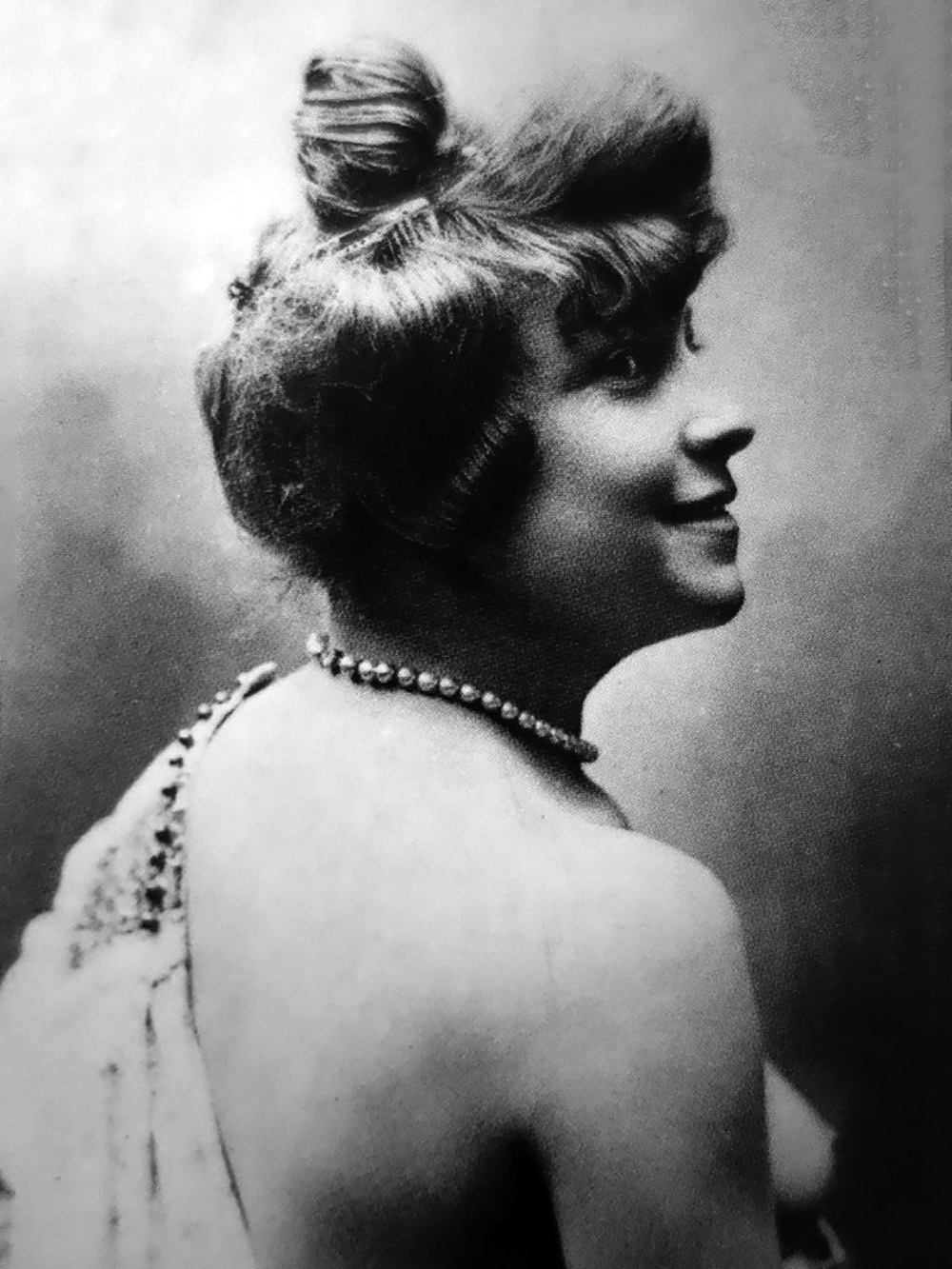
Amélie Élie photographiée vers 1900 par Eugène Pirou.

Amélie Élie rencontre Dominique François Eugène Leca, dit François Leca, dans un bouge des Halles nommé le Caveau des innocents. Manda réapparait, vexé. Il déclenche les hostilités en portant un coup de couteau à Leca. Manda est arrêté, mais Leca ne l'ayant pas reconnu devant la police, il est aussitôt relâché. Il conforte son avantage en attaquant l'hôtel où résident Leca et Amélie, sans que personne soit blessé. La guerre est déclarée, une bataille rangée a lieu une semaine plus tard entre la bande de Manda et celle de Leca. Leca en sort avec deux balles de revolver dans le bras et la cuisse et attend trois jours avant de se faire soigner à l'hôpital Tenon, où la police vient l'interroger et devant laquelle il observe la même loi du silence.
À sa sortie de l'hôpital, la bande à Manda porte trois nouveaux coups de couteau à Leca dans le fiacre qui transporte le blessé. L'affaire Manda-Leca fait la une de la presse. Un journaliste du Petit Journal, Arthur Dupin, s'indigne : « Ce sont là des mœurs d’Apaches, du Far West, indignes de notre civilisation. Pendant une demi-heure, en plein Paris, en plein après-midi, deux bandes rivales se sont battues pour une fille des fortifs, une blonde au haut chignon, coiffée à la chien ! ».
La police interroge à nouveau Leca et se heurte au même silence. C'est le père de Leca, épuisé par ces incessantes agressions de son fils, qui finit par livrer le nom de Manda, lequel prend alors la fuite. Après un exil d'une semaine à Londres, il retourne à Alfortville, où il est reconnu, dénoncé et cueilli par un détachement d'une cinquantaine de policiers. La presse se rue, les écrivains produisent à tour de bras chansons, pièces de théâtre. Des peintres demandent à Amélie de poser. Albert Depré fait son portrait qu'il expose au Salon. Les Bouffes du Nord l'engagent pour jouer son propre rôle dans une pièce.
Leca et Amélie y trouvent leur compte et vivent de ces revenus inattendus. Un bonheur de courte durée, puisque la bataille Manda-Leca se poursuit, mais cette fois-ci, Leca endosse le rôle de repris de justice et se réfugie en Belgique, où il est rattrapé. Pour Amélie rien ne change, une foule immense assiste au procès Manda en mai 1902, surtout pour la voir. Manda et Leca sont condamnés aux travaux forcés et au bagne. Ils partent pour la Guyane. Leca s'évade le 11 février 1916 et ne sera pas retrouvé. Manda sera libéré en 1922 mais, contraint de rester en Guyane en raison des règles de la relégation qui l'assignait à résidence, il mourra à Saint-Laurent-du-Maroni le 20 février 1936.

### Ses dernières années
Le 27 janvier 1917, Amélie Élie épouse André Alexandre Nardin à la mairie du 20e arrondissement de Paris, ; ils vivent alors rue de la Réunion. Elle est couturière, son époux est cordonnier, et elle élève les quatre neveux de celui-ci. Elle monte avec lui un petit commerce de bonneterie sur les marchés de Montreuil et des Lilas.
En 1925, le journaliste Jacques Roberti la retrouve tenancière de trois maisons closes rue des Rosiers appelées « Les Rosiers » et, répondant à son interview, elle lui déclare : « cet établissement, je le dirige depuis sa fondation. Il y a sept ans que je suis aux Rosiers. Jamais de scandale, jamais de bruit. Ces messieurs de la préfecture pourront vous le dire... Dites bien, si vous faites un article sur moi, que je suis maintenant une bonne épouse et que je gagne honnêtement ma vie. »
Malade de la tuberculose, elle meurt en avril 1933, à l'âge de 55 ans. Elle est inhumée au cimetière Pasteur à Bagnolet.

## Publication

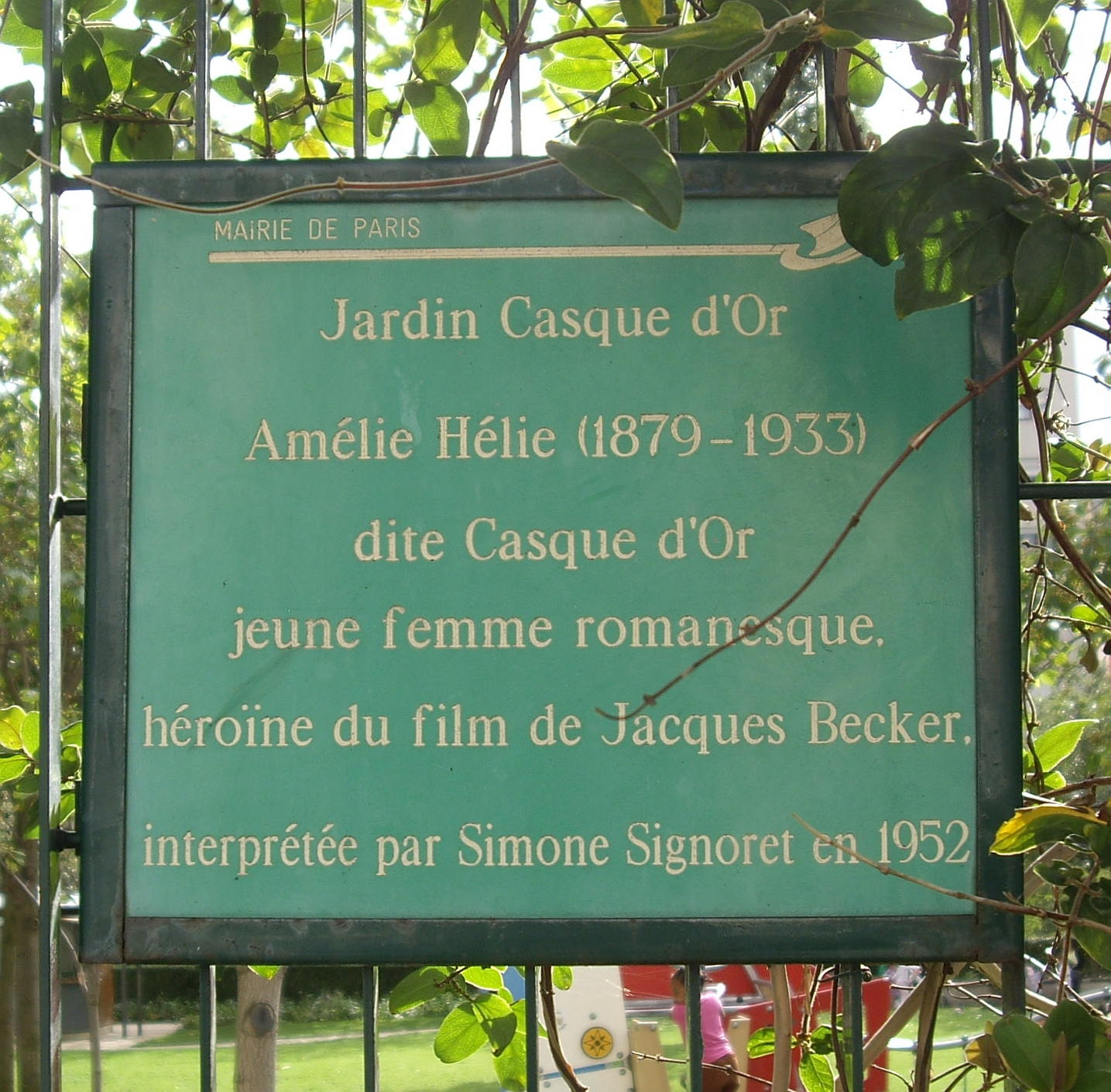
Panneau commémoratif au jardin Casque-d'Or dans le.

- Amélie Élie, Mémoires de Casque d'Or, L'Apprentie, coll. « L'illustr'apprentie », 23 avril 2022, 151 p. (ISBN 978-2-9580433-1-5 et 9782958043315)[3].
  - Ces mémoires ont paru initialement en feuilleton dans le journal Fin de Siècle, entre autres réédités en 2008 dans les Chroniques du Paris apache (1902-1905), Mercure de France, coll. « Le Temps retrouvé » : voir Jean-Jacques Yvorel, « Compte rendu de lecture de Chronique du Paris apache (1902-1905) », Revue d’histoire de l’enfance « irrégulière ». Le Temps de l'histoire, no 11, 1er octobre 2009 (DOI 10.4000/rhei.3105, consulté le 13 novembre 2023).

## Hommages
Le jardin Casque-d'Or, créé en 1972 dans le 20e arrondissement de Paris, lui rend hommage.
L'émission radiophonique L'Heure du crime de Jacques Pradel sur RTL du 29 décembre 2015 lui a été consacrée : « La véritable histoire de Casque d’Or ».

### Œuvres de fiction

#### Bandes dessinées
- Légende et réalité de Casque d'Or, Glénat, 1976, scénariste et dessinatrice : Annie Goetzinger.
- La Fille de Paname, Le Lombard, 2011-2014, 2 volumes, scénariste : Laurent Galandon, dessinateur-coloriste : Kas.

#### Cinéma
Son histoire a inspiré le film Casque d'Or de Jacques Becker, qui devait confirmer le talent de l'actrice Simone Signoret en 1952.
En 2023, le film Apaches se base sur l'histoire des apaches de la Belle Époque dont l’héroïne principale est inspirée d'Amélie Élie.